# Laurie Holden
Laurie Heather Holden (ur. 17 grudnia 1969 w Los Angeles) – amerykańsko-kanadyjska aktorka.

## Życiorys
Pochodzi z rodziny filmowej. Jej rodzicami byli aktorzy Adrienne Ellis i Larry Holden. Już jako dziecko wystąpiła w reżyserowanym przez ojca miniserialu telewizyjnym Kroniki marsjańskie. Dzieciństwo dzieliła między USA i Kanadę. Jako nastolatka wygrała konkurs „Look of the Year” w Kanadzie. Studia rozpoczęła w Montrealu na McGill University gdzie studiowała ekonomię. Po roku przeniosła się na Uniwersytet Kalifornijski na którym ukończyła z wyróżnieniem aktorstwo teatralne. Bezpośrednio potem otrzymała nagrodę Natalie Wood dla najlepszej aktorki. Studiowała również klasykę w Webber Douglas Academy w Londynie. Została nominowana do nagrody Gemini za role komediową w Due South. Udziela się charytatywnie na rzecz dzieci i zwierząt. Ma podwójne obywatelstwo. Mieszka w Los Angeles.

## Filmografia
- Kroniki marsjańskie (The Martian’s Chronicles) (1980), jako Marie Wilder
- Słomiane wakacje (Separate Vacations) (1986), jako Karen
- Dowód rzeczowy (Physical Evidence) (1989), jako dziewczyna Matta
- Młodość Katarzyny  (Young Catherine) (TV) (1991), jako księżna Deshkova
- Na południe (Due South) [serial tv] (1995), jako Jill Kennedy
- Bezlitosny (Expect No Mercy) (1995), jako Vicki
- Tropiciel śladów (The Pathfinder) (TV) (1996), jako Mabel Dunham
- Napisała: Morderstwo (Murder, She Wrote) [serial tv] (1996), jako Sherri Sampson
- Mroczne dziedzictwo (Poltergeist: The Legacy) [serial tv] (1996), jako Cora Jennings/Sarah Browning
- Z Archiwum X (The X-Files) [serial tv] (1996–2002), jako Marita Covarrubias
- Echo (TV) (1997), jako Scarlett Antonelli
- Alibi (TV) (1997), jako Beth Polasky
- Dead Man’s Guns (TV) (1997), jako Bonnie Lorrine
- Mroczny trop (Past Perfect) (1998) jako Ally Marsey
- Siedmiu wspaniałych (The Magnificent Seven) [serial tv] (1998–2000), jako Mary Travis
- Po tamtej stronie (The Outer Limits) [serial tv] (2000), jako Susan McLaren
- Wyścig z czasem (Man Who Used to Be Me, The) (TV) (2000), jako Amy Ryan
- Majestic (The Majestic) (2001), jako Adele Stanton
- Meet Market (2004), jako Billy
- Miliony Baileya (Bailey’s Billion$) (2005), jako Marge Maggs
- Fantastyczna Czwórka (Fantastic Four) (2005), jako Debbie McIlvane
- Silent Hill (2006), jako Cybil Bennett
- Mgła (The Mist) (2007), jako Amanda Dumfries
- The Shield: Świat glin (The Shield) [serial tv] (2008), jako agent Olivia Murray
- Żywe trupy (The Walking Dead) [serial tv] (2010–2013), jako Andrea
- Honeytrap (2014)
- Dumb and Dumber To (2014), jako Adele Pinchlow
- Mroczne zagadki Los Angeles (Major Crimes) [serial tv] (2014–2015), jako Ann McGinnis
- Chicago Fire [serial tv] (2015), jako Hannah Tramble
- Chicago Med [serial tv] (2015), jako Hannah Tramble
- Pyewacket (2017), jako pani Reyes